# 2010 في العراق
فيما يلي قوائم الأحداث التي وقعت خلال عام 2010 في العراق.

## أحداث
- 7 مارس – انتخابات البرلمان العراقي 2010

## أفلام
من الأفلام التي صدرت هذه السنة في العراق:
- 1 يناير – ابن بابل من إخراج محمد الدراجي.

## وفيات

### يناير
- 1 يناير – محيي الدين زنكنة
- 25 يناير – علي حسن المجيد (مواليد 1941) سياسي عراقي.

### فبراير
- 25 فبراير – إحسان دغراماجي (مواليد 1915)

### مارس
- 6 مارس – نعيم جلعادي (مواليد 1929)

### يونيو
- 22 يونيو – حكمت حكيم (مواليد 1948) سياسي عراقي.

### يوليو
- 4 يوليو – محمد حسين فضل الله (مواليد 1935)

### أكتوبر
- 7 أكتوبر – سلمى الراضي (مواليد 1939)
- 28 أكتوبر – إبراهيم أحمد عبد الستار محمد (مواليد 1956)

### نوفمبر
- 19 نوفمبر – عبد العزيز الدوري (مواليد 1919) مؤرخ عراقي.